# Loxosceles tehuana
Loxosceles tehuana är en spindelart som beskrevs av Willis J. Gertsch 1958. Loxosceles tehuana ingår i släktet Loxosceles och familjen Sicariidae. Inga underarter finns listade i Catalogue of Life.